# Panicum ligulare
Panicum ligulare är en gräsart som beskrevs av Christian Gottfried Daniel Nees von Esenbeck och Carl Bernhard von Trinius. Panicum ligulare ingår i släktet vipphirser, och familjen gräs. Inga underarter finns listade i Catalogue of Life.